# Giovanni Acciaiuoli
Giovanni Acciaiuoli   ( - Florència, 1527 (Gregorià)) fou un noble romà membre de la família dels Acciaiuoli, que va ostentar diversos càrrecs a la República de Florència i fou podestà de Pistoia el 1510. Va morir de pesta a Florència el 1527.